# Weapons (песня)
«Weapons» — песня американской певицы Эйвы Макс из её второго студийного альбома Diamonds & Dancefloors. Авторами выступили Макс, Cirkut, Мелани Фонтана, Мэдисон Лав, Мишель Линдгрен Шульц и Райан Теддер, Шульц также выступила продюсером. Она была выпущена 10 ноября 2022 года лейблом Atlantic. Комбинируя жанры диско, электропоп и европоп, песня рассказывает историю о холодных сердцах и резких словах, встречающихся в погоне за любовью в обширной городской обстановке. После выхода она была положительно принята критиками за свой текст, музыку и вокальную поставку Макса. Она попала в топ-100 в Бельгии, Хорватии, Венгрии, Швеции и Швейцарии. 3 марта 2023 года на YouTube-канале Макс состоялась премьера визуализатора.

## Предыстория и композиция
Продюсером выступила Мишель Линдгрен Шульц, авторами — Шульц, Макс (Аманда Эйва Кочи), Cirkut (Генри Уолтер), Мелани Фонтана, Мэдисон Лав и Райан Теддер. Atlantic выпустила песню 10 ноября 2022 года, как третий сингл из второго студийного альбома Макс Diamonds & Dancefloors. Заявив об эмоциональной привязанности, Макс подчеркнула, что «этот текст — моя любимая песня, которую я выпустила в этом году». Комбинируя жанры диско, электропоп и европоп, песня рассказывает историю об эмоциональных проблемах, сформулированных через изображения холодных сердец, встречающихся в погоне за любовью в обширной городской обстановке. Такие фразы, как «Stop using your words as weapons, They’re never gonna, shoot me down, Stop, it’s time that you learn a lesson, My love is gonna drown you out», подчеркивают, что эти проблемы не вызывают колебания её убежденности в положительном результате.

## Отзывы и продвижение
Песня получила положительные отзывы от критиков. Мэделин Дови из Medium выделил песню как «балладу о расширениях прав и возможностей», которая «вспыхивает от мастерства и уверенности», проводя параллели с песней американской певицы Пэт Бенатар «Love Is A Battlefield». Джордж Гриффитс из Official Charts Company похвалил песню как «подобную Леди Гаге». Writing for NRG Albania, the author commended Max's consistent emphasis on vocal strength in her successive releases.. Обозревая альбом Diamonds & Dancefloors, Сэм Францини из The Line of Best Fit описал песню как «неуклюжий гимн против издевательств», сравнивая её звучание с музыкой, «заказанной» для «средней школы». Жорди Бардажи из Jenesaispop ссылался на «героический хор» как «клише в клише».
Песня достигла 10-го места в валлонском регионе Бельгии,, 29-го в Венгрии 32-го во фламандском регионе Бельгии, 33-го в Хорватии, 54-го в Швеции и 95-го в Швейцарии. Кроме того, песня заняла первое место в голландском рейтинге Tipparade и 34-е место в новозеландском чарте Hot Singles. В рекламных целях 3 марта 2023 года на официальном YouTube-канале Макс состоялась премьера официального визуализатора.

## Участники записи
Согласно Spotify.
- Эйва Макс (Аманда Эйва Кочи) – основной исполнитель, автор
- Cirkut (Генри Уолтер) – автор
- Мелани Фонтана – автор
- Мэдисон Лав – автор
- Мишель Линдгрен Шульц – продюсер, автор
- Райан Теддер – автор

## Чарты
| Чарт (2022)                               | Высшая позиция |
| ----------------------------------------- | -------------- |
| Бельгия/Фландрия (Ultratop 50)            | 32             |
| Бельгия/Валлония (Ultratop 50)            | 10             |
| Croatia International Airplay (Top lista) | 33             |
| France Airplay (SNEP)                     | 55             |
| Венгрия (Rádiós Top 40)                   | 29             |
| Netherlands (Airplay Top 40)              | 31             |
| Netherlands (Tipparade)                   | 1              |
| New Zealand Hot Singles (RMNZ)            | 34             |
| Швеция (Sverigetopplistan)                | 54             |
| Швейцария (Schweizer Hitparade)           | 95             |

| Чарт (2023)                    | Позиция |
| ------------------------------ | ------- |
| Belgium (Ultratop 50 Wallonia) | 66      |

## История релиза
| Регион | Дата           | Формат                       | Лейбл    | Примечания  |
| ------ | -------------- | ---------------------------- | -------- | ----------- |
| Разные | 10 ноября 2022 | Цифровое скачивание стриминг | Atlantic | [ 3 ] [ 4 ] |